# Lumi Videla
Lumi Videla Moya (Santiago, 11 de febrero de 1948-Santiago, 3 de noviembre de 1974) fue una estudiante de sociología de la Universidad de Chile, militante del Movimiento de Izquierda Revolucionaria (MIR) y asesinada durante la dictadura militar en Chile.

## Biografía
Después de estudiar en el Colegio Darío Salas, en 1965 ingresó en el Instituto Pedagógico para estudiar Filosofía. En esta etapa manifestó su interés por la política y empezó su militancia en las Juventudes Comunistas y después en el MIR, Movimiento de Izquierda Revolucionaria. 
Posteriormente empezó sus estudios de sociología en la Universidad de Chile, a la vez que realizaba labores políticas como encargada de organización del MIR en Santiago. 
Sus padres fueron los docentes Luz Moya y Lautaro Videla y tenía un hermano, Lautaro. Sus abuelos eran también maestros.
En 1966 se casó con el estudiante de historia Sergio Pérez, con quien tuvo un hijo, Dago Emiliano.

### Detención y asesinato
Lumi Videla fue detenida el día 21 de septiembre de 1974, por un comando de  agentes de la Dirección de Inteligencia Nacional (DINA). Fue trasladada al centro de detención Casa de José Domingo Cañas Nº 1367. Al día siguiente, 22 de septiembre, agentes de la DINA detuvieron a su cónyuge Sergio Pérez Molina. Según testigos, detenidos junto a ellos, la pareja fue torturada con el objetivo de obtener información del paradero de Miguel Enríquez, secretario del MIR. Murieron en Villa Grimaldi. Desde ese recinto no se tuvieron más noticias de su marido.
Videla tenía el visado para viajar a Italia y asilarse en ese país, que en su embajada daba refugio a las personas perseguidas por la dictadura de Pinochet. Semanas después de su detención, el día 4 de noviembre de 1974, su cadáver fue arrojado a los jardines de la Embajada de Italia, por orden directa de Manuel Contreras, quien recibía órdenes directas de Augusto Pinochet. Se informó a la prensa de la época que el homicidio ocurrió dentro de esta delegación diplomática por las "orgías entre asilados", hecho que jamás se demostró. La intención fue desacreditar a la embajada italiana, ya que era de los pocos lugares donde se prestaba ayuda y cobijo a quien lo necesitase por motivos políticos y en defensa de los derechos humanos.
Tras este incidente, que tuvo una repercusión mundial, Italia suspendió sus relaciones con Chile y otros países hicieron lo mismo. En aquel momento, la Corte Suprema no dijo ni hizo nada respecto a este suceso. Además, los pasquines de la dictadura como El Mercurio, La Segunda y La Tercera hicieron burlas sobre el asunto actuando al servicio de la dictadura. El 7 de noviembre de 1974 fue publicada una caricatura de Renzo Pecchenino («Lukas») en El Mercurio en el que se burlaba de que el cuerpo sin vida de Lumi Videla hubiera terminado en los patios de la embajada de Italia.

## Comisión Nacional de Verdad y Reconciliación

### Informe Rettig
Familiares de Lumi Videla presentaron su testimonio ante la Comisión Rettig, Comisión Nacional de Verdad y Reconciliación que tuvo la misión de calificar casos de detenidos desaparecidos y ejecutados durante la dictadura. Sobre el caso de Videla y Pérez, el Informe Rettig señaló que:

“El 21 de septiembre de 1974 fueron detenidos por agentes de la DINA en Santiago los cónyuges Lumi Videla Moya y Sergio Pérez Molina, ambos militantes del MIR.  Numerosos testigos dieron cuenta de su permanencia en el recinto de José Domingo Cañas.
El 3 de noviembre Lumi Videla murió en una sesión de tortura a la que era sometida en el recinto de José Domingo Cañas.  Según el informe de autopsia, la causa precisa de la muerte fue la asfixia producto de una obstrucción de la boca y la nariz estando el cuerpo de cúbito ventral. Sergio Pérez desapareció desde ese mismo recinto.
El 4 de noviembre de 1974 se encontró el cadáver de Lumi Videla en el lado interior de una pared del jardín de la embajada de Italia, en la comuna de Providencia. La prensa de la época informó que habría sido víctima de los asilados que se encontraban en la embajada, en el marco de una orgía. La embajada, por su parte, desmintió que Lumi Videla se hubiera encontrado asilada en el recinto.
La Comisión llegó a la convicción de que Sergio Pérez desapareció por acción de agentes de la DINA, y que Lumi Videla murió por efecto de la tortura que le infligieron agentes del mismo organismo, en violación de los derechos humanos de ambos”

### Proceso judicial
Después de varios años de ausencia de justicia, se investigó la detención y homicidio de Lumi Videla así como la desaparición de su marido Sergio Pérez. La investigación la realizó Alejandro Solís, Ministro en Visita de la Corte de Apelaciones de Santiago. Se dictó condena contra los miembros de la DINA responsables de su detención y homicidio. El ministro dictó sentencia de primera instancia el 23 de julio de 2007, condenando a los responsables por el homicidio de Lumi Videla Moya y el secuestro calificado de Sergio Pérez Molina. En esta sentencia fueron condenados por el homicidio calificado de Lumi Videla, el exdirector de la DINA, general (R) Manuel Contreras, como autor a la pena de 10 años y 1 día de cárcel. Además fueron condenados como autor del delito los exagentes de la DINA: Marcelo Moren Brito,  Cristoph Georg Paul Willeke Floel, Francisco Maximiliano Ferrer Lima, todos en calidad de autores y todos condenados a la pena de 10 años y un día de prisión. El exagente Basclay Humberto Zapata Reyes en calidad de cómplice del delito fue condenado a la pena de 5 años y un día de prisión.
El 13 de noviembre de 2008, la Corte de Apelaciones de Santiago dictó sentencia en segunda instancia en el caso de Lumi Videla y Sergio Pérez. La Corte ratificó las condenas que fueron dictadas en primera instancia por el ministro Alejandro Solís, pero realizó modificaciones en la pena que debió cumplir el directo de la DINA. La Corte de Apelaciones dictaminó que el exdirector de la DINA, general (R) Manuel Contreras, deberá cumplir una condena de 10 años y un día de cárcel, los exagentes de la DINA: Marcelo Moren Brito,  Cristoph Georg Paul Willeke Floel, Francisco Maximiliano Ferrer Lima, todos en calidad de autores todos condenados a la pena de 10 años y un día de prisión. El exagente Basclay Humberto Zapata Reyes en calidad de cómplice del delito fue condenado a la pena de 5 años y un día de prisión.
En el caso de Lumi Videla y Sergio Pérez, la Corte Suprema dictó sentencia definitiva el 6 de septiembre del 2009, la Sala Penal, compuesta por los ministros Nibaldo Segura, Jaime Rodríguez, Rubén Ballesteros, Hugo Dolmestch y Carlos Künsemüller, ratificó las condenas dictadas en instancias anteriores. Finalmente por el delito de homicidio calificado de Lumi Videla la Sala Penal se dictaminó que el exdirector de la DINA, general (R) Manuel Contreras, deberá cumplir una condena de 10 años y un día de cárcel, los exagentes de la DINA: Marcelo Moren Brito,  Cristoph Georg Paul Willeke Floel, Francisco Maximiliano Ferrer Lima, todos en calidad de autores todos condenados a la pena de 10 años y un día de prisión. El exagente Basclay Humberto Zapata Reyes en calidad de cómplice del delito fue condenado a la pena de 5 años y un día de prisión. Los ministros Segura y Ballesteros fueron partidarios de la opinión de minoría y acoger el principio de la prescripción de la acción penal.

## Memoria y legado

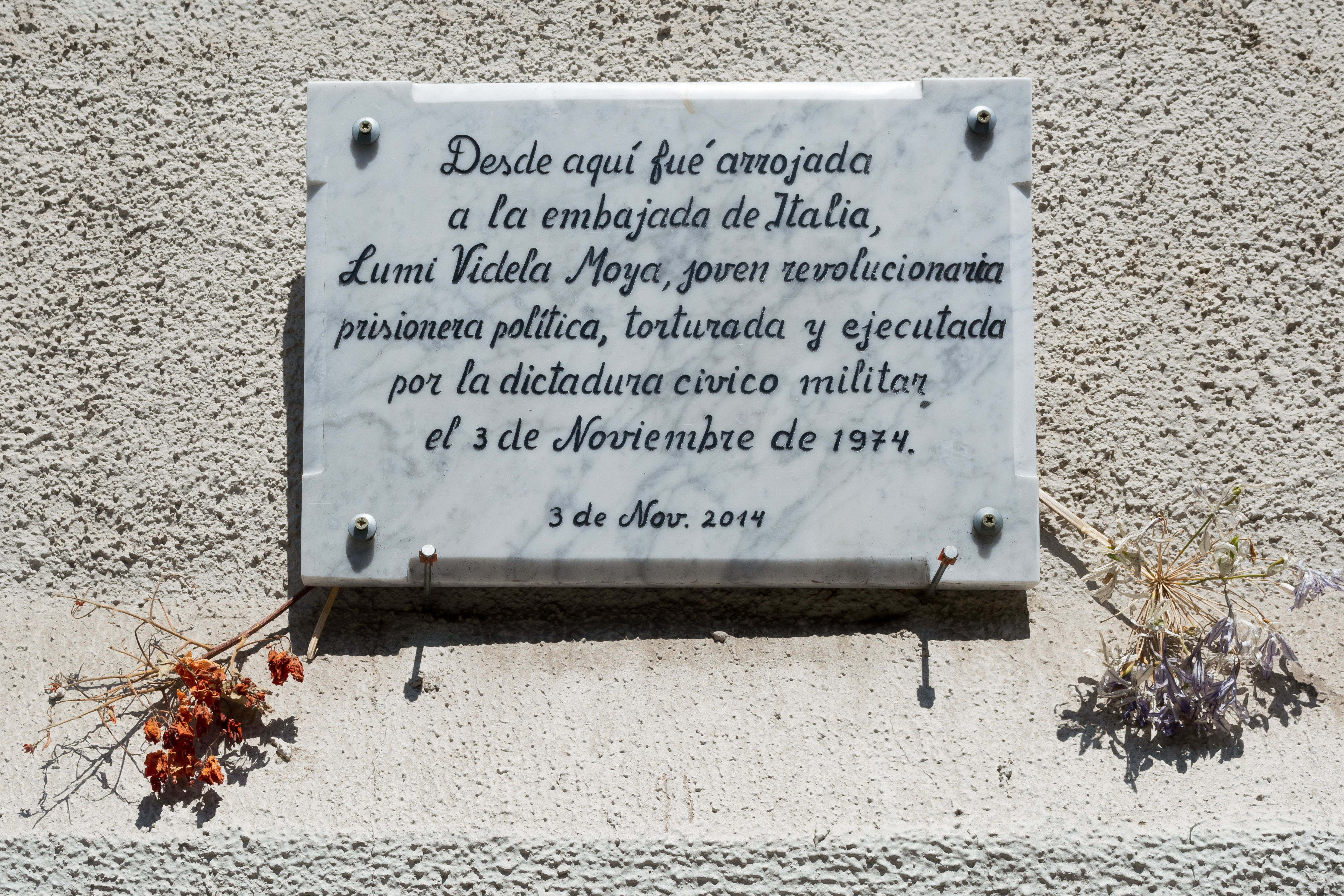
Placa recordatoria instalada en los muros de la Embajada de Italia en 2014.

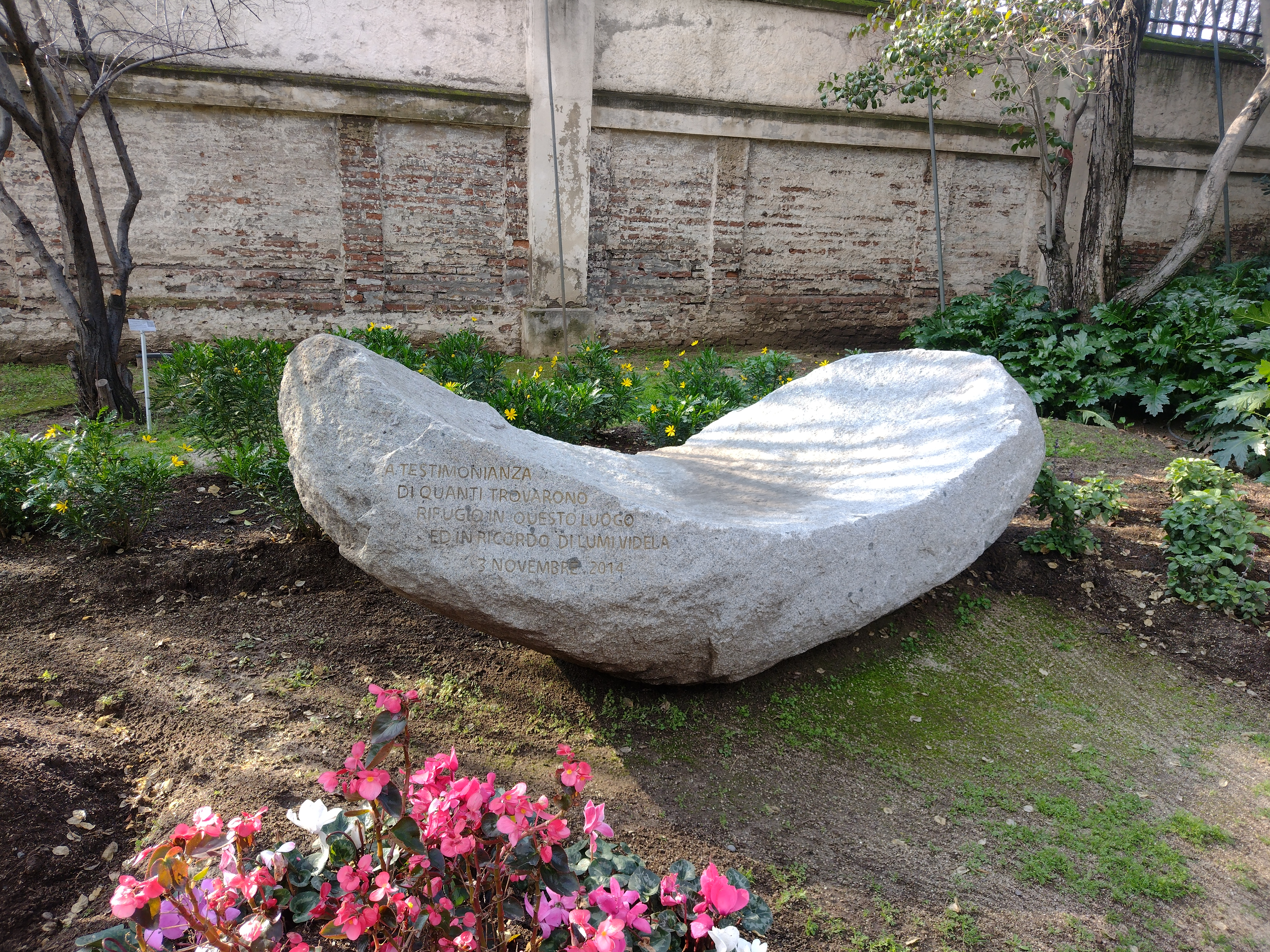
Memorial de Lumi Videla ubicado en el interior de la Embajada de Italia.

En la Casa Memoria José Domingo Cañas Nº 1367 en la comuna de Ñuñoa, existe un memorial donde se recuerda a los expresos políticos que estuvieron en ese recinto de detención, entre los que se encuentra Lumi Videla. El 29 de marzo de 2004 se realizó una ceremonia donde participaron amigos, familiares de Lumi Videla en la casa José Domingo Cañas Nº 1367. Luego sus restos fueron llevados al Memorial del Detenido Desaparecido, ubicado en el Cementerio General.
El exembajador de Italia en Chile, Emilio Barbarani, publicó en 2012 un libro con sus memorias titulado ¿Quién mató a Lumi Videla?. Además de narrar el clima que le tocó vivir en Chile durante la dictadura de Pinochet, se pregunta e indaga sobre las razones del asesinato de Videla y los motivos por los que tiraron su cadáver en el jardín de la embajada italiana.
El 3 de noviembre de 2014, al conmemorarse 40 años del crimen de Lumi Videla, se realizó un acto en las afueras de la Embajada de Italia y se instaló una placa recordatoria en los muros de ésta por el costado de la calle Elena Blanco, lugar desde donde fue lanzado su cuerpo al interior del recinto diplomático. Ese mismo día, posteriormente se realizó otro acto dentro de la embajada en donde fue plantado un olivar y se instaló un monumento natural en homenaje a Videla; también fue plantado un árbol en la animita que la recuerda por el costado de la calle Román Díaz.
El 11 de septiembre de 2015 se estrenó en la Casa Memoria José Domingo Cañas el corto documental Lumi Videla, dirigido por la directora Paz Ahumada y que cuenta su historia.
La banda de post-hardcore Asamblea Internacional Del Fuego menciona a Videla en dos de sus canciones: "El sonido de los helicópteros" y "Neltume, la voluntad", presentes en su álbum Dialéctica Negativa de 2016.